# Municipio de Chernoochene
El municipio de Chernoochene (búlgaro: Община Черноочене) es un municipio búlgaro perteneciente a la provincia de Kardzhali.
En 2011 tiene 9607 habitantes, de los cuales el 92,5% son turcos y el 2,15% búlgaros. La capital es Chernoochene y la localidad más poblada es Komuniga.
Abarca un área rural del norte de la provincia.

## Pueblos
Comprende 51 pueblos:
| - Bakalite - Barza Reka - Bedrovo - Bezvodno - Beli Vir - Besnurka - Bozhurtsi - Borovsko - Bosilitsa - Bostantsi - Cherna Niva - Chernoochene (la capital) - Daskalovo - Draganovo - Dushka - Dyadovsko - Gabrovo - Kableshkovo - Kanyak - Komuniga - Kopitnik - Kutsovo - Lyaskovo - Minzuhar - Murga - Nebeska | - Nochevo - Novi Pazar - Novoselishte - Panichkovo - Patitsa - Pchelarovo - Petelovo - Pryaporets - Rusalina - Sokolite - Srednevo - Sredska - Strazhnitsa - Svobodinovo - Vazel - Versko - Vodach - Voynovo - Vozhdovo - Yabalcheni - Yavorovo - Yonchovo - Zheleznik - Zhenda - Zhitnitsa |